# Ilse Geldhof
Ilse Geldhof (Ieper, 9 d'abril de 1973) és una ex-ciclista belga. Del seu palmarès destaca el Campionat nacional en ruta de 2008.

## Palmarès
- 2006
  - 1a a l'Omloop van het Hageland
- 2008
  -  Campiona de Bèlgica en ruta